# Львівська пошта (газета)
«Льві́вська По́шта» (до 1 січня 2010 року — «Суботня пошта») — щоденна суспільно-політична україномовна газета, яка виходить у Львові у четвер та суботу. Газету розповсюджують у Львові та Львівській області, за передплатою — в усіх регіонах України, також присутня в газетних кіосках, розкладках, супермаркетах, найвідоміших львівських кав'ярнях та ресторанах та на бортах літаків авіакомпаній «Австрійські авіалінії», «Польські авіалінії», «Карпат-Ейр».
Газету заснував Рустам Курбанов у 1994 році під назвою «Суботня пошта». У 2004 році тираж не перевищував 15 000 примірників. Того ж року газета судилася з акціонерно-комерційним банком «Мрія».
У 2008 році власник та головний редактор «Суботньої пошти» Рустам Курбанов продав видання українсько-чеському спільному підприємству — компанії «Роял», що є власником крупної мережі клубів ігрових автоматів. У квітні 2008 року головним редактором видання став Ігор Гулик (до січня 2008 року — головний редактор «Львівської газети».). У травні редакцію газети пограбували. У вересні 2008 року газета стала виходити тричі на тиждень, з'явилися сторінки з кольоровим друком, загальна кількість сторінок доведено до шістнадцяти, формат А-2 був змінений на А-3. У 2009 році головний редактор Гулик виступив зі зверненням до Віктора Ющенка зняти свою кандидатуру на користь Юлії Тимошенко.,
З початку 2010 року газета здійснила ребрендинг, і стала називатись «Львівська Пошта»., а 100 % власником видавця газети — ТзОВ «Львівська газета. Вісник міста» — став Володимир Співак, наближена особа до братів Ярослава та Богдана Дубневичів.
У вересні 2010 році Ігор Гулик залишив посаду головного редактора газети, а новим головним редактором «Львівської Пошти» стала Ірина Цицак, яка до цього обіймала посаду заступника головного редактора.
У 2013 році офіційним засновником «Львівської газети» було ТзОВ «Енергія консалтинг», де В. Співаку належало лише 0,3 %, а решта — власність кіпрської компанії «РВС Глобал інвест ЛТД» (керівник Хрістос Тефілу).
Від початку 2017 року газета виходить на 16-ти сторінках формату А-3 двічі на тиждень — у четвер та суботу. У четвер газета виходить із телевізійним додатком «Телепошта» (+ 8 сторінок).
Гасло видання — «Твоя газета у твоєму місті».